# Бергаса
Бергаса (ісп. Bergasa) — муніципалітет в Іспанії, у складі автономної спільноти Ла-Ріоха. Населення — 164 осіб (2009).
Муніципалітет розташований на відстані близько 240 км на північний схід від Мадрида, 34 км на південний схід від Логроньйо.

## Демографія
Динаміка населення (INE ):

## Галерея зображень

Розташування муніципалітету